# Stung
Stung (Alternativtitel: Stung – Sie werden dich stechen) ist ein deutsch-US-amerikanischer Tierhorrorfilm von Benni Dietz aus dem Jahr 2015.

## Handlung
Julia leitet eine Catering-Firma. Zusammen mit Kellner Paul, der etwas in sie verschossen ist, macht sie sich auf den Weg zur Gartenparty von Mrs. Perch, die sich im Garten einer alten, abgelegenen Villa befindet. Dort treffen sie auf eine etwas seltsame Gartengesellschaft, darunter der etwas schrullige Bürgermeister Caruthers und Mrs. Perchs Sohn Sydney, der aus der Verachtung gegenüber seiner Mutter keinen Hehl macht.
Die Gartenparty wird plötzlich von riesigen, mutierten Wespen angegriffenen, die sich als Parasiten erweisen und die Menschen als Wirte benötigen, um größer zu werden. Julia und Paul können sich mit ein paar Gästen, darunter die Gastgeberin, ihr Sohn und Caruthers in der Villa verbarrikadieren. Dort finden sie heraus, dass die Wespen mutiert sind, weil Sydney Experimente seines verstorbenen Vaters mit Düngemittel veränderte, um eine Art Superdünger zu erschaffen. Die Wespen stechen die Menschen und pflanzen sich so fort. Nachdem Mrs. Perch ebenfalls mutiert ist, versucht die restliche Gruppe zu fliehen. Sydney wird ebenfalls infiziert. Paul, Julia und Caruthers versuchen den Catering-Transporter zu erreichen. Schließlich opfert sich Caruthers, um Paul und Julia die Flucht zu ermöglichen.
Paul wird jedoch im Anschluss von der Sydney-Wespe entführt, der ihn zu seiner Mutter bringt, die eine Art Wespenkönigin ist. Sie benötigt Paul als Wirt für ihre Larve. In letzter Sekunde kann Julia die Larve zerstören, die in Pauls Mund eingeführt werden soll. Anschließend schneidet sie Sydney in Stücke und zündet das Nest an. Anschließend gelingt den beiden die Flucht mit dem Transporter. Allerdings werden sie von einer brennenden Wespe attackiert und verunglücken. Als die Polizei und Feuerwehr auftaucht, haben die beiden endlich zueinander gefunden und sie haben Sex. Die Polizisten wenden sich ab als plötzlich ein Kuhkopf aus dem Himmel fällt. Außerdem hören sie Kuhglocken. Als sie nach oben schauen, erkennen sie einen Wespenschwarm, der in Richtung Stadt fliegt. Die Wespen sind nun Kuh-Hybriden.

## Hintergrund
Das Drehbuch von Adam Aresty war der Gewinner eines anlässlich des Fantasy Filmfests 2011 ausgelobten Wettbewerbs der deutschen Produktionsfirma Rat Pack Filmproduktion. Aresty ließ sich inspirieren, als er wegen einer Wespenattacke seine Wohnung nicht verlassen konnte. Benny Dietz übernahm die Regie, nachdem er das Drehbuch gelesen hatte und Parallelen zu Alien – Das unheimliche Wesen aus einer fremden Welt entdeckte. Er fand auch Gemeinsamkeiten mit Arresty, einen ähnlichen Humor und einen ähnlichen Filmgeschmack.
Da es sich um einen Low-Budget-Film handelte, zog sich die Realisierung dreieinhalb Jahre hin. 2012 veröffentlichte Dietz einen 90-Sekunden-Teaser, der weitere Geldgeber brachte und den Film zu einer deutsch-US-amerikanischen Produktion machte. Eher als Scherz und wegen der Parallele zu Alien, ließ Dietz bei Lance Henriksen anfragen, der sich schließlich auch bereit erklärte, an dem Film mitzuwirken. Henriksen reizte der Humor des Films und dass er einen korrupten Politiker spielen durfte.
Der Film wurde innerhalb von 24 Tagen im Oktober und November in Brandenburg gedreht. Der Film wurde mit zwei Arri-Alexa-Filmkameras und anamorphen Linsen gedreht. Für einige Aufnahmen wurde Greenscreen-Technik verwendet. Für die Spezialeffekte wurden sowohl CGI als auch praktische Effekte verwendet. CGI war vor allem den kurzen Drehtagen und dem Zeitdruck geschuldet. Das Design der Wespen basiert auf er real existierenden Wegwespen der Art Pepsis grossa (Tarantulawespen), die sich tatsächlich auch parasitär fortpflanzen.

## Veröffentlichung
Der Film hatte seine Weltpremiere auf dem Tribeca Film Festival am 17. April 2015. In den Vereinigten Staaten und auch in Deutschland lief er im Kino. In Deutschland übernahm der Verleih Splendid Medien in Zusammenarbeit mit Kinostar die Verleihrechte. Seine Deutschland-Premiere hatte er am 19. September 2015 auf dem Cinestrange Filmfestival.

## Rezeption
Der Film wurde von der Kritik zwiespältig aufgenommen. Auch wenn deutsches Genrekino im Bereich Creature Feature beziehungsweise Tierhorrorfilm bislang eine kleine Nische ist, gelänge es dem Film nicht, neue Akzente zu setzen. So schrieb das Lexikon des internationalen Films: „Der tricktechnisch ambitionierte, darstellerisch respektable Tier-Horrorfilm glänzt erzählerisch kaum durch Ideen, begnügt sich vielmehr mit einer hauchdünnen Geschichte als Rahmen für grotesken Horror-Trash auf den Spuren der ‚Sharknado‘-Reihe.“
Auf Critic.de schrieb Josef Lommer: „Obwohl in Brandenburg gedreht, wird der Handlungsort kurzerhand in die USA verlegt, und außer einiger Statisten tummelten sich ausschließlich amerikanische Schauspieler am Set. Damit macht Stung eigentlich nichts falsch. Oder aber gerade deswegen einen großen Fehler. Weil er Genremechanismen nicht einmal zu transponieren wagt, sondern strikt vor jeglichem Versuch einer De-Amerikanisierung des Genres zurückschreckt, verbaut er jegliche Perspektive auf ein eigenständiges deutsches Horrorkino. Diez’ Splatterkomödie scheut sich vor dem noch so flüchtigen Kontakt mit einer hiesigen Filmkultur, versucht auch nur den kleinsten Bezug zu ihr tunlichst unkenntlich zu machen.“